# Bessé-sur-Braye
Bessé-sur-Braye – miejscowość i gmina we Francji, w regionie Kraj Loary, w departamencie Sarthe.
Według danych na rok 2010 gminę zamieszkiwało 2369 osób, a gęstość zaludnienia wynosiła 115 osób/km².